# Papilio aegeus
Espèce
Papilio aegeus ou Machaon des vergers est une espèce de lépidoptères (papillons) de la famille des Papilionidae. L'espèce vit en Océanie (Australie, Nouvelle-Guinée et îles environnantes). La femelle de cette espèce a la particularité d'avoir plusieurs formes.

## Description

### Imago
L'envergure est comprise entre 8 et 14 cm. Il y a un net dimorphisme sexuel.

#### Mâle
À l'avers les ailes sont noires. Les ailes antérieures portent une bande blanche dans la partie apicale et de petites macules blanches marginales. Chez certaines sous-espèces la bande blanche est absente. Les ailes antérieures sont constellées d'écailles plus claires dans la partie basale et dans la partie submarginale. Les ailes postérieures n'ont pas de queues. Elles portent une large macule blanche qui se prolonge le long du bord supérieur de l'aile, des macules blanches marginales, un point rouge plus ou moins grand dans l'angle tornal et quelques petites macules bleues près de l'angle tornal.
Au revers les ailes sont noires ou marron foncé. Les ailes antérieures portent la même bande blanche qu'à l'avers (ou n'en ont pas s'il n'y en pas à l'avers) et les mêmes macules blanches marginales. Les ailes postérieures n'ont pas de macule blanche. Elles portent en revanche une série de macules bleues submarginales en forme de chevron, accompagnée d'un nombre plus ou moins grand de macules rouges submarginales. Le point rouge de l'angle tornal est plus large qu'à l'avers.

Le corps est noir avec quelques macules blanches.

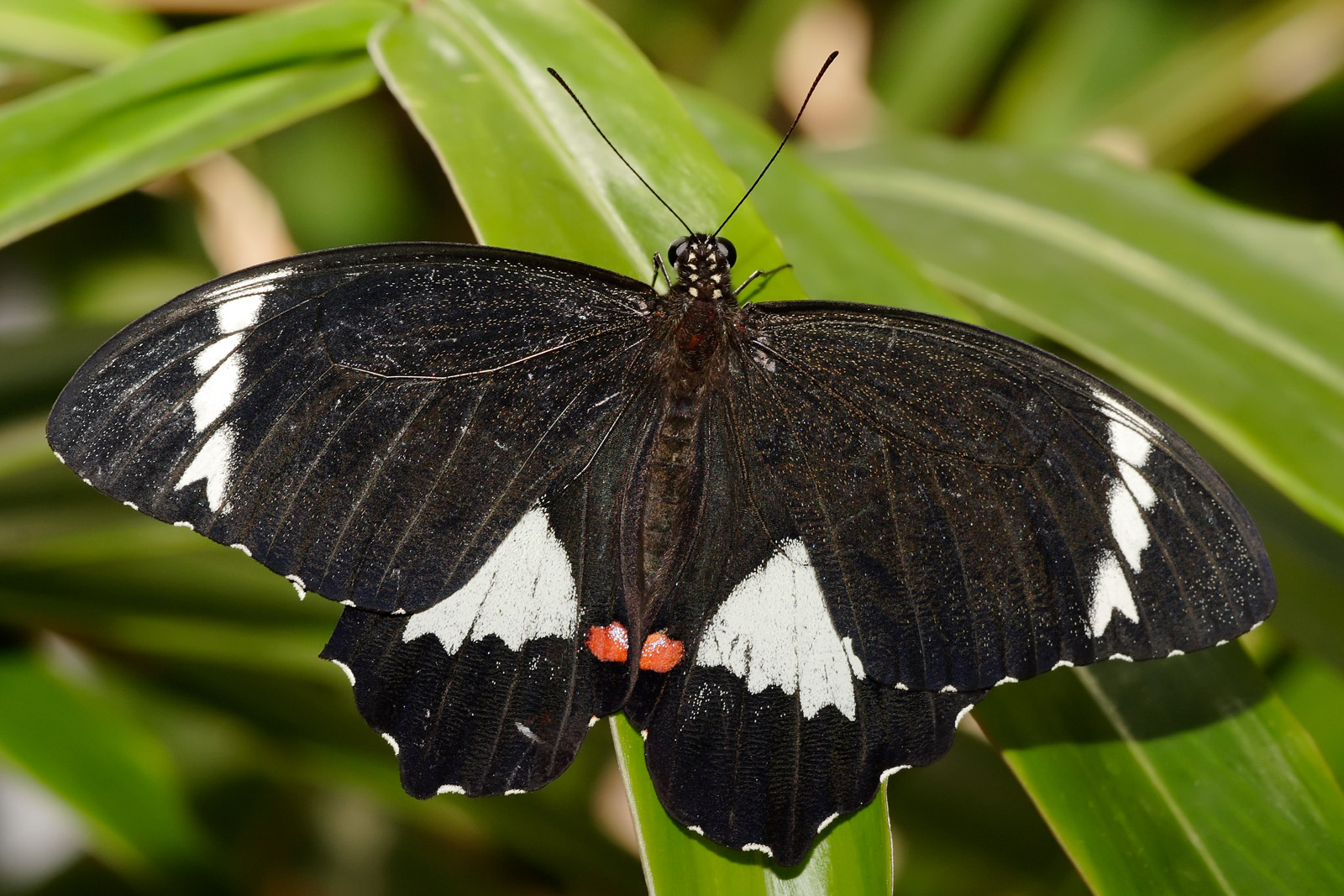
Papilio aegeus mâle
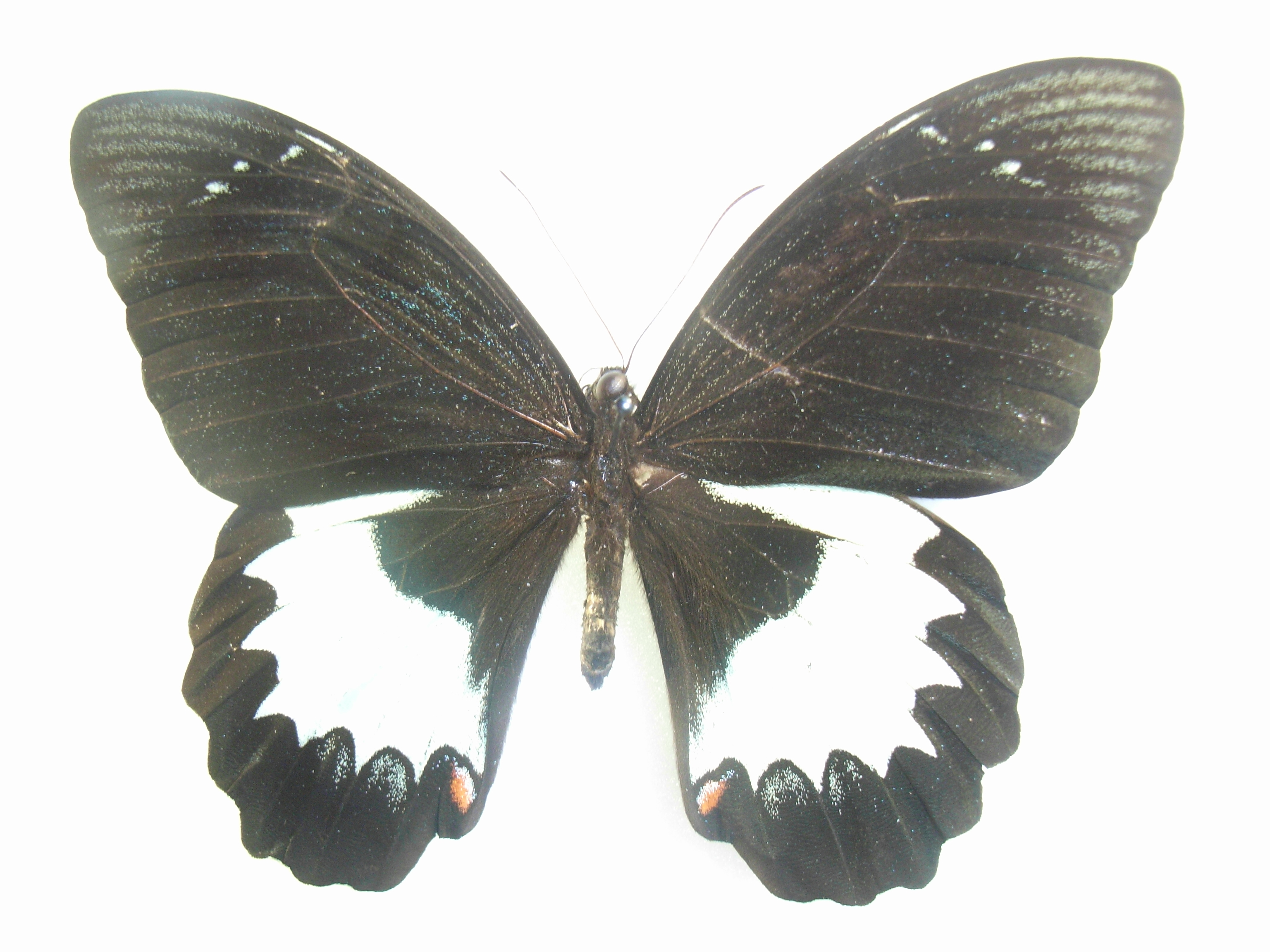
Papilio aegeus ormenus mâle
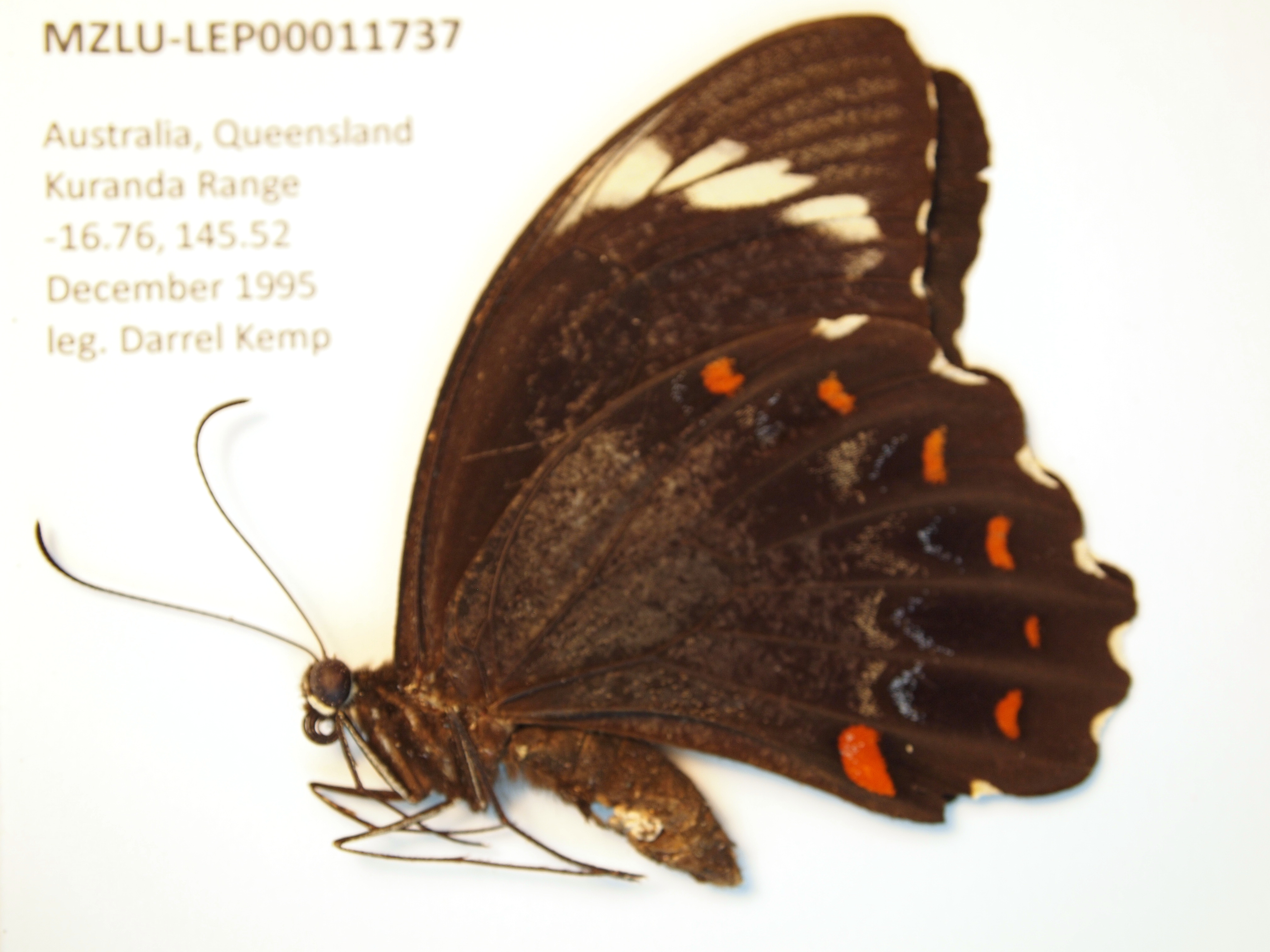
Papilio aegeus mâle, ailes repliées

#### Femelle
La femelle est d'apparence plus variée que le mâle. La forme la plus courante a des ailes antérieures marron foncé à l'avers. La partie apicale et submarginale est grisâtre avec des veines marron foncé et il y a une macule grisâtre dans le haut de la cellule, ainsi que des macules blanches marginales. Les ailes postérieures n'ont pas de queues. Elles portent une macule blanche centrale plus ou moins large, une série de macules rouges ou orange submarginales, un point rouge dans l'angle tornal et quelques macules bleues à côté de l'angle tornal. Le revers est similaire à l'avers, mais les couleurs sont un peu plus claires, la macule blanche des ailes postérieures est un peu plus étendue et il y a généralement plus de macules bleues. Le corps est marron foncé. 
Il existe également une forme claire. Cette dernière a les ailes antérieures presque entièrement blanc crème ou grisâtre à l'avers, avec du marron foncé le long des marges et à l'apex. Les ailes postérieures sont presque entièrement blanc crème avec du marron foncé le long du bord supérieur et des marges, du jaune dans l'angle tornal et parfois dans la partie submarginale et des macules rouges et bleues, en nombre variable. Ces dernières peuvent aussi être absentes. Le revers est similaire à l'avers mais les macules rouges et bleues des ailes postérieures sont plus nombreuses. Le corps a une tête et un thorax marron foncé et un abdomen jaune, avec du marron foncé sur le dessous.

Il existe enfin une forme sombre, qui ressemble beaucoup à la forme normal. Les ailes antérieures n'ont pas de partie plus claire et la macule blanche des ailes postérieures est plus réduite.

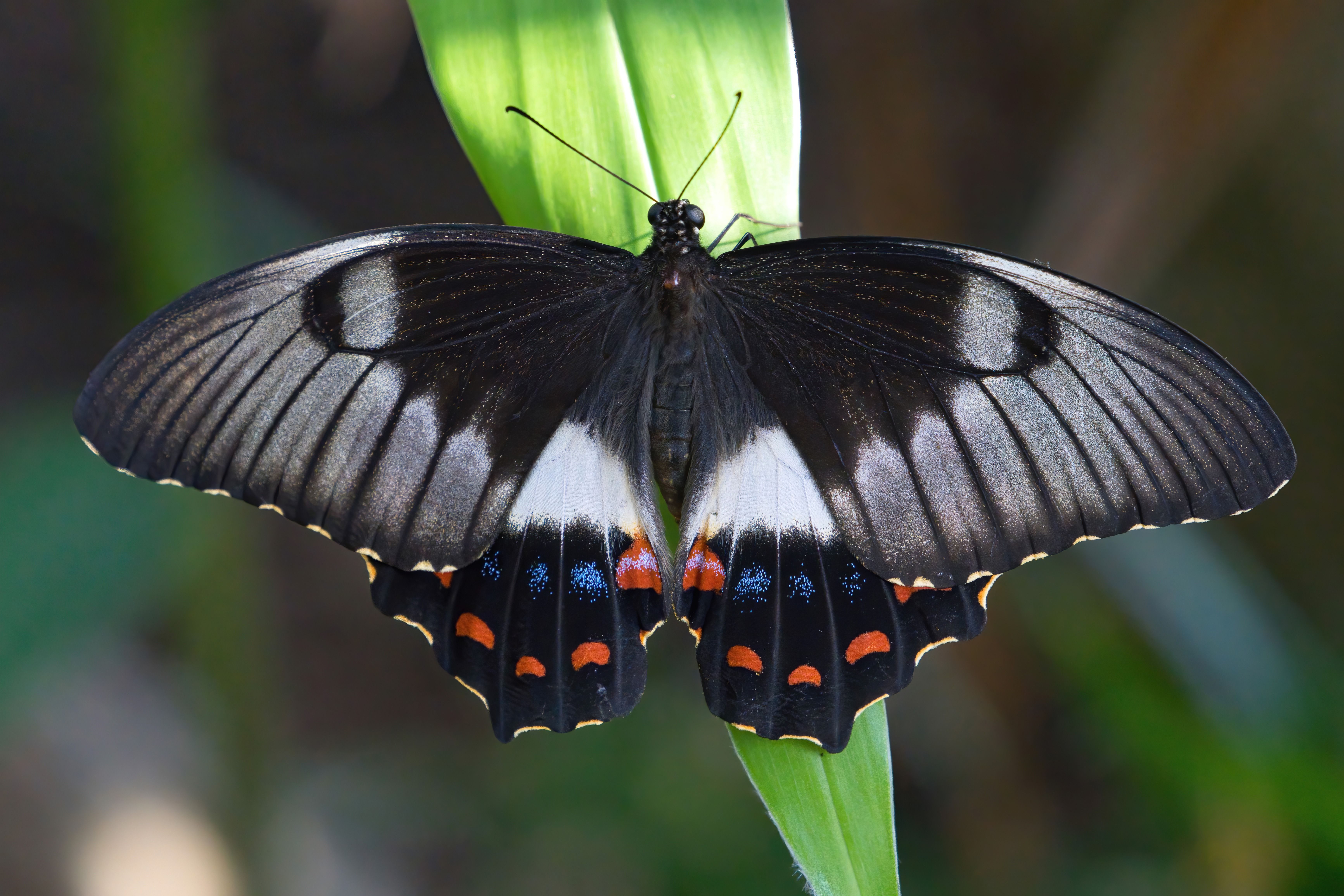
Papilio aegeus femelle, forme normal
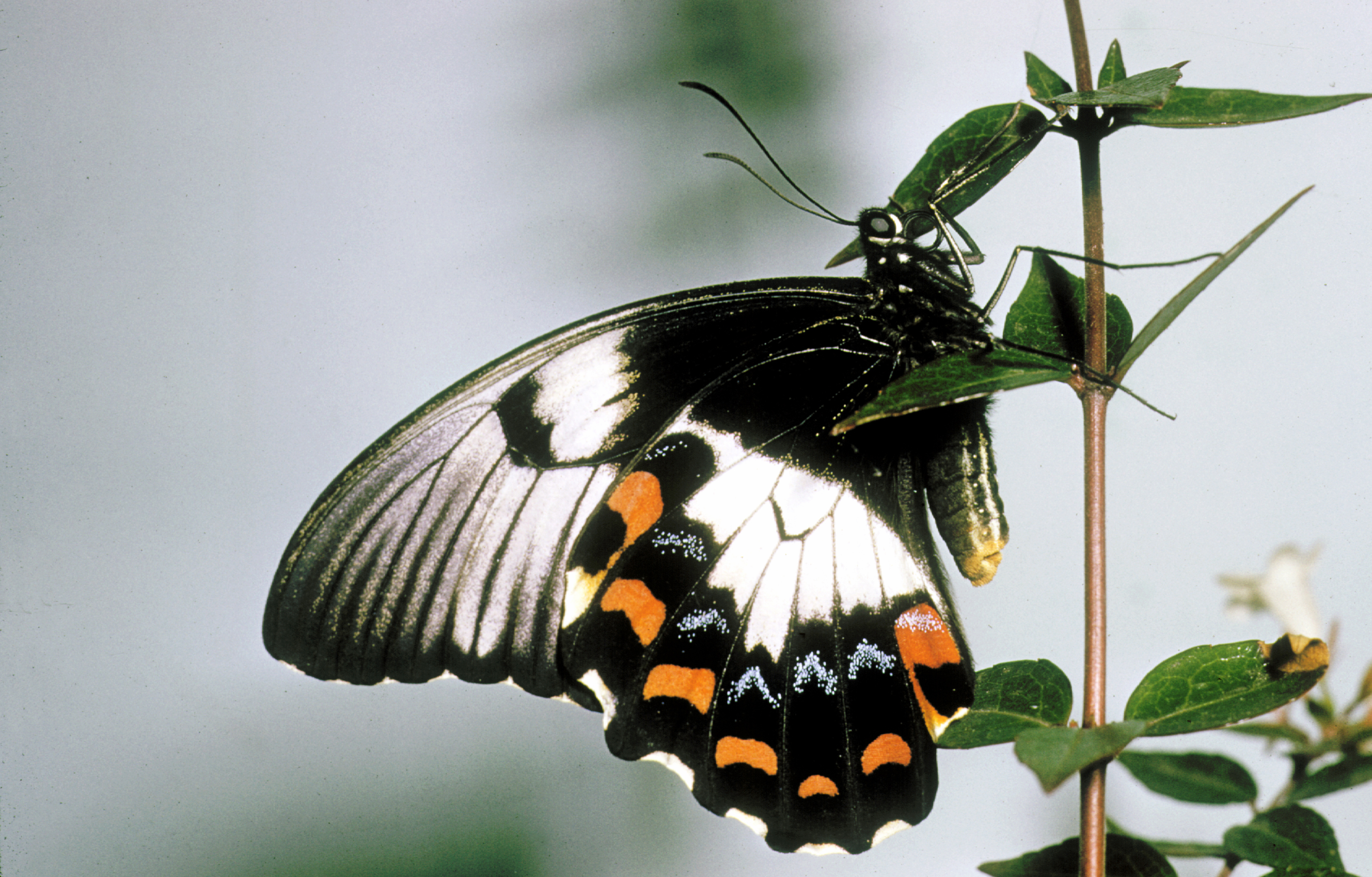
Papilio aegeus femelle ailes repliées, forme normale
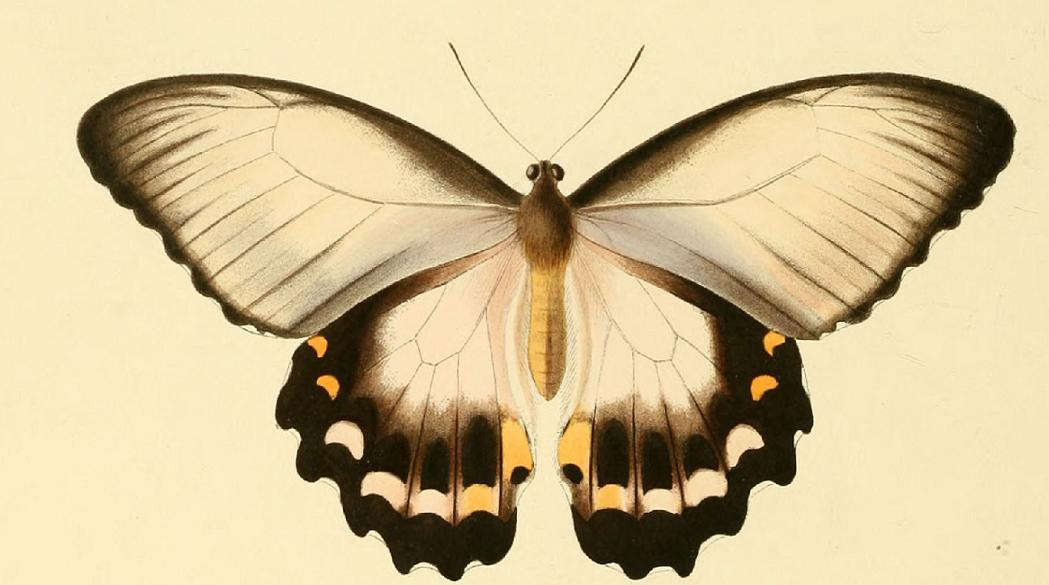
Papilio aegeus femelle, forme claire

### Juvéniles
Les oeufs sont lisses et sphériques, jaune pâle ou verdâtres et mesurent environ 1,4 mm de diamètre. 
La chenille passe par cinq stades. Les premier et deuxième stade se ressemblent beaucoup. La chenille ressemble alors à une fiente d'oiseau. Elle est marron, blanche, luisante et porte de nombreuses épines. Les stades suivants sont de plus en plus verts. Au dernier stade la chenille est épineuse, de couleur vert mat avec des lignes longitudinales plus clairs. Le ventre est marron et blanchâtre et il y des motifs de même couleur sur les flancs. 

La chrysalide est lisse et généralement de même couleur que son environnement, soit verte, grise ou marron. Elle est attachée à son support par son cremaster et par une ceinture de soie.

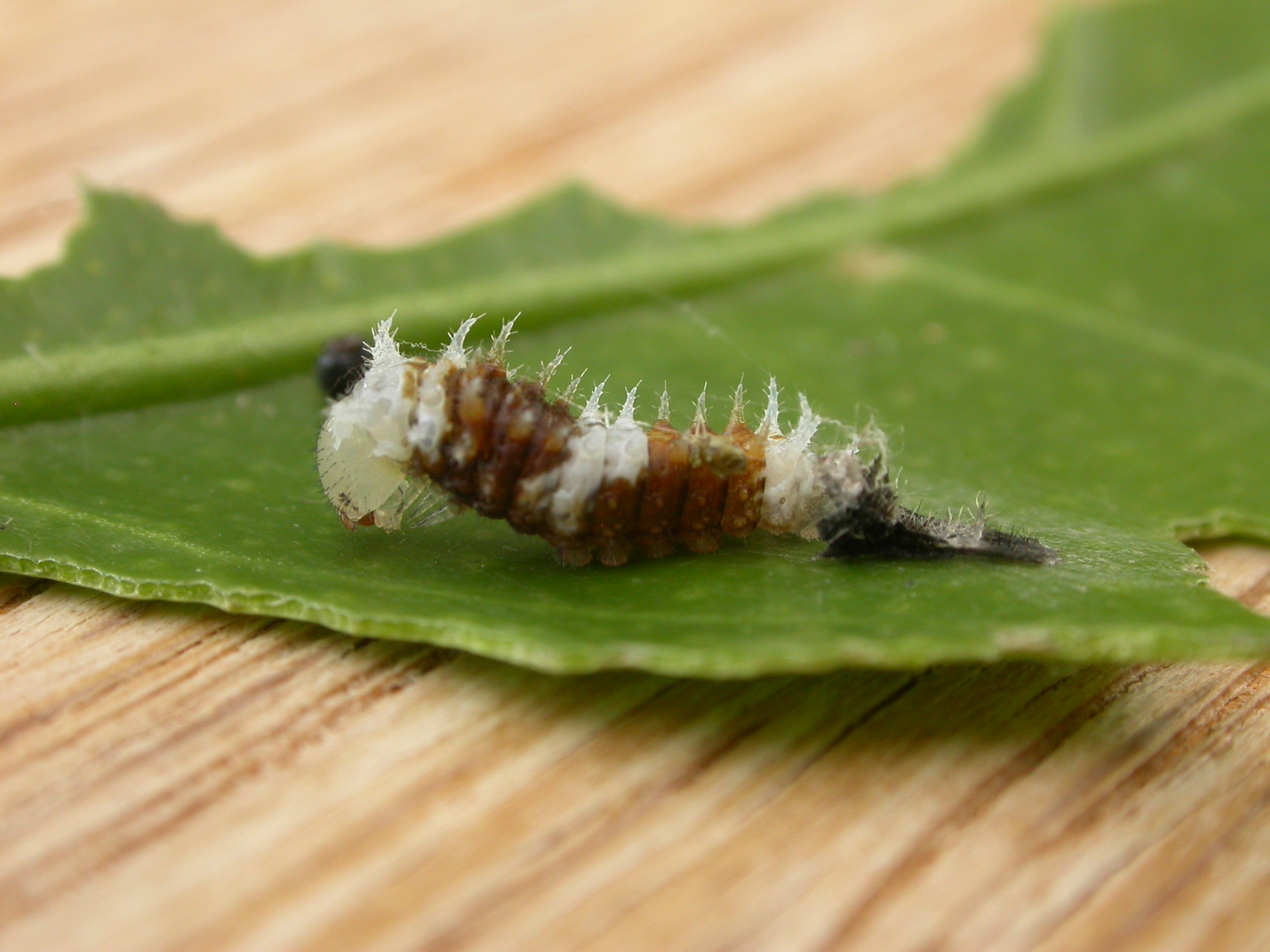
Jeune chenille.
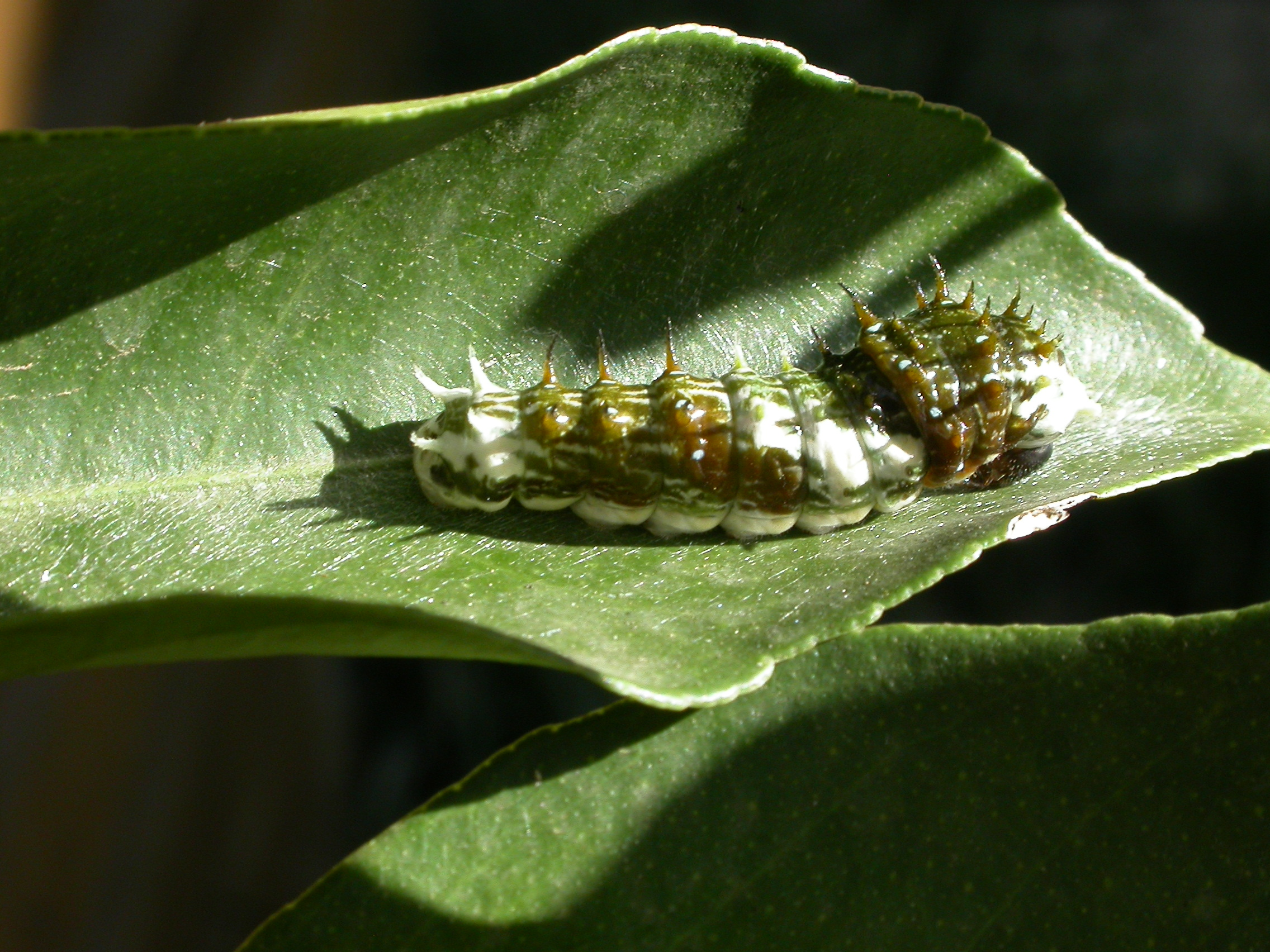
Chenille à un stade intérmédiaire
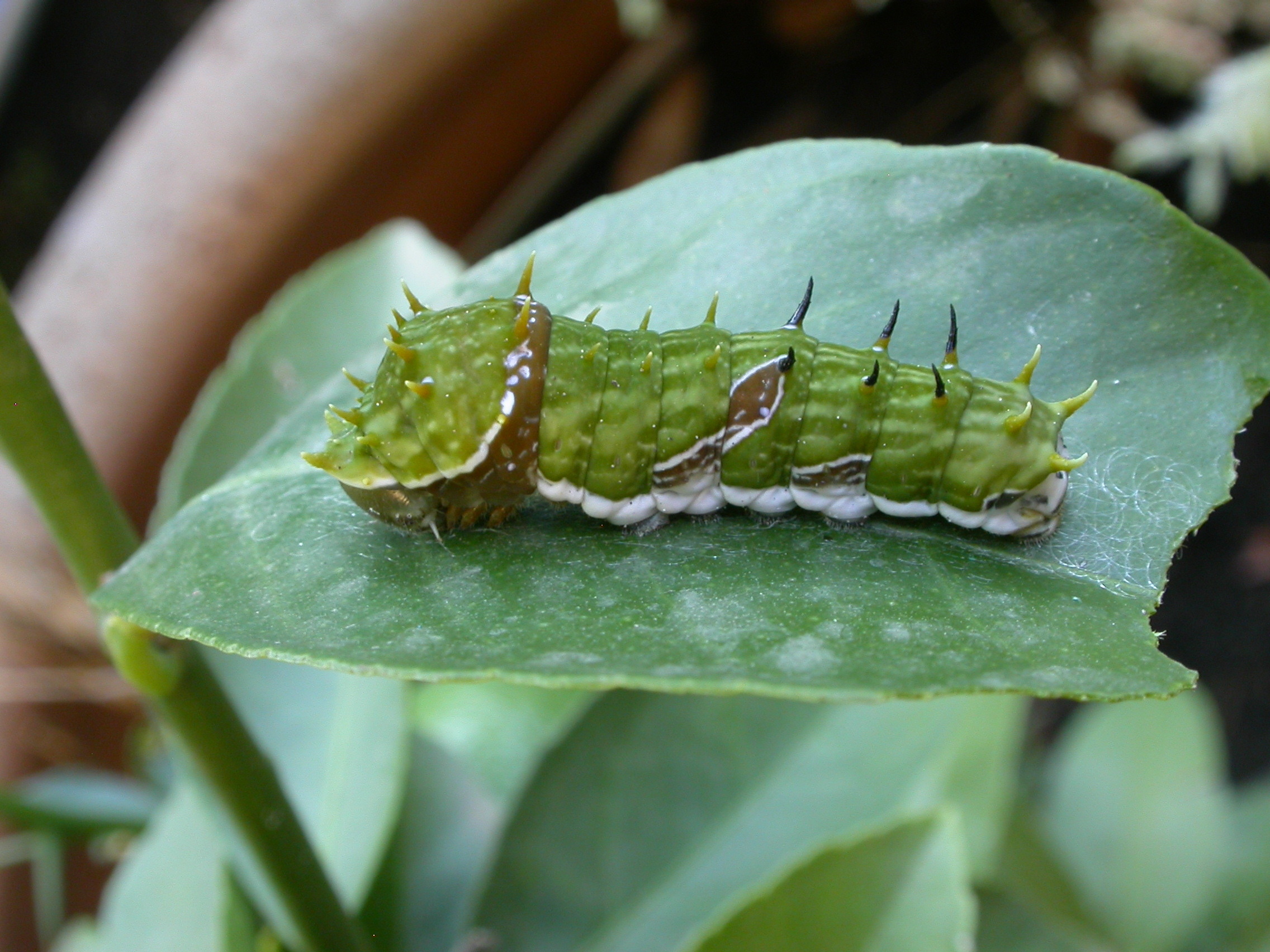
Chenille au dernier stade

## Écologie
La femelle pond ses oeufs sur la plante-hôte. Cette espèce utilise un grand nombre d'espèces différentes comme plante-hôte, appartenant notamment aux genres Citrus, Microcitrus, Geijera, Fagara et Zanthoxylum. Comme toutes les espèces de Papilionides les chenilles possèdent derrière la tête un osmeterium, rouge chez cette espèce, organe fourchu qu'elles déploient pour faire fuir les prédateurs tout en émettant une forte odeur.
Les chenilles se nourrissent des feuilles de la plante-hôte. Elles sont fréquemment victimes de parasites, particulièrement à la fin de la saison reproductive. Pendant la saison chaude la transformation de l'oeuf à l'adulte prend 5 à 6 semaines.

À la fin du stade larvaire la chenille se transforme en une chrysalide maintenue tête en haut par une ceinture de soie. Les adultes se nourrissent du nectar des fleurs. Le mâle peut être territorial et chasse alors tous être volant blanc et noir qui entre sur son territoire, même les pies.

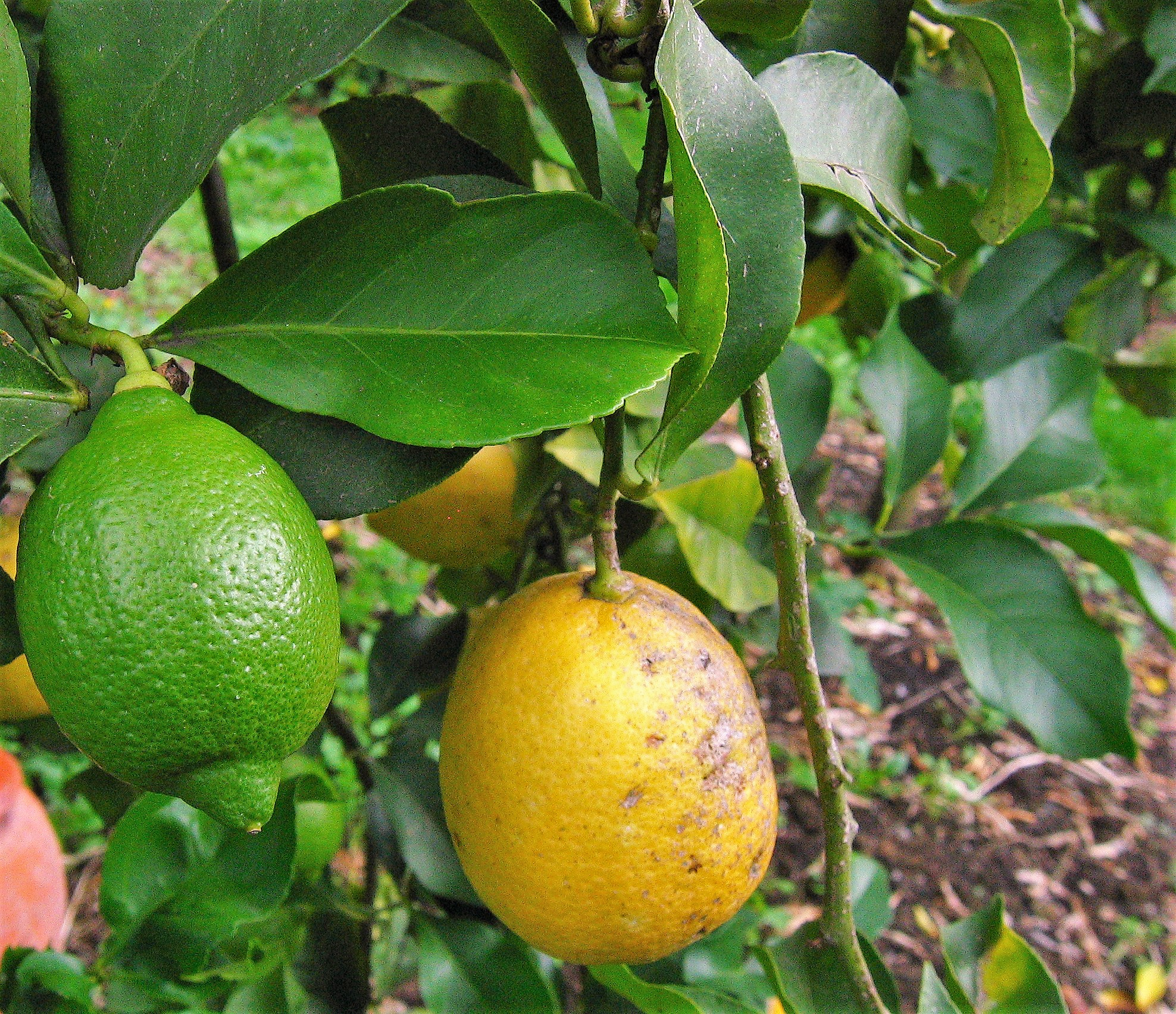
Citrus limon (citronnier), plante-hôte
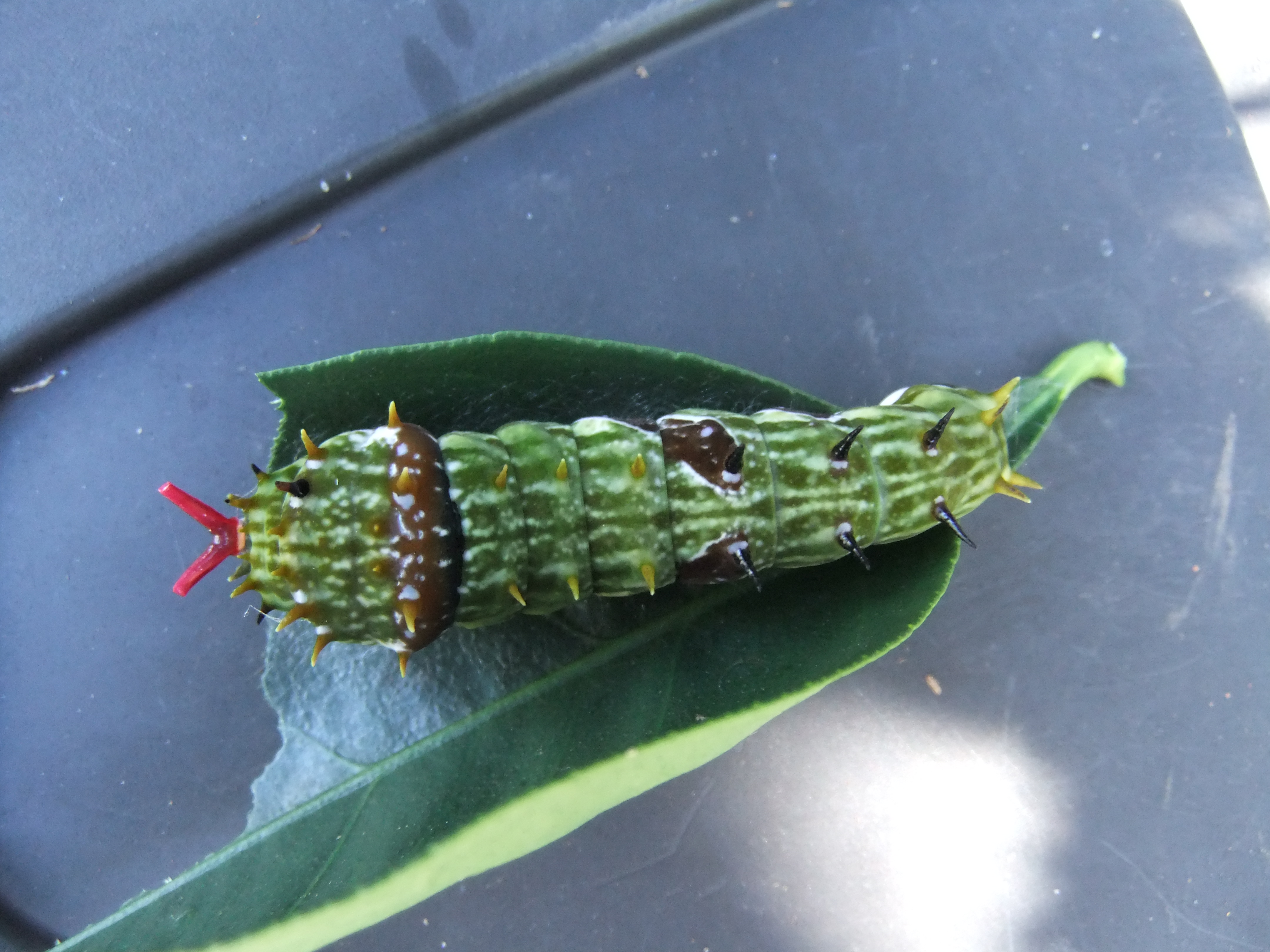
Chenille avec son osmeterium sorti
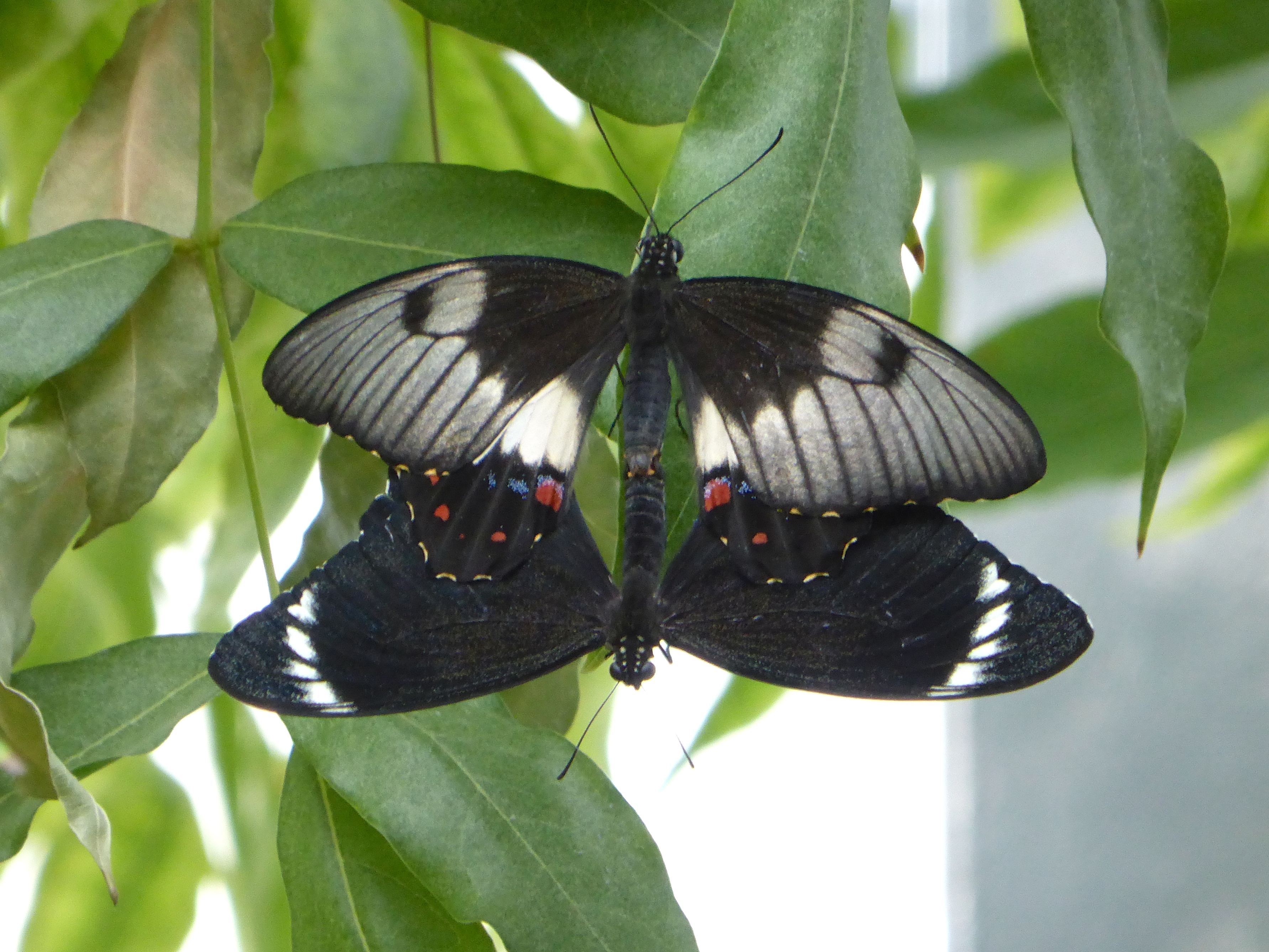
Accouplement

## Habitat et répartition
Papilio aegeus vit en Océanie : sud et est de l'Australie, Nouvelle-Guinée et îles environnantes, certaines îles d'Indonésie. L'espèce est présent dans les zones urbaines, les forêts et les taillis.

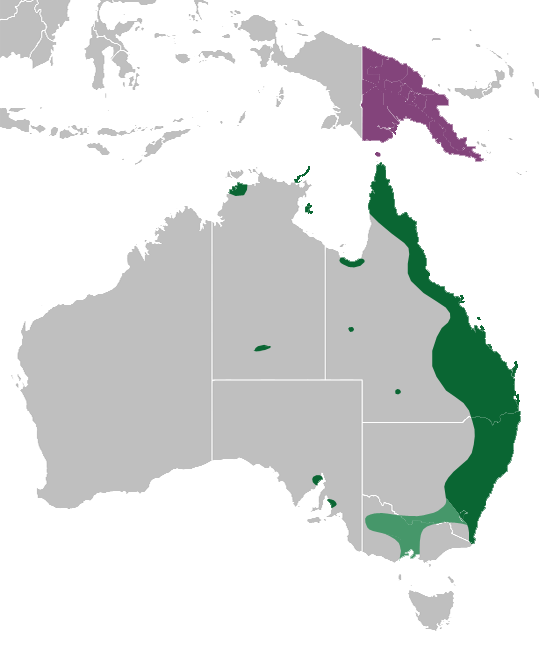
Répartition de Papilio aegeus aegeus (en vert et vert clair : présence temporaire) et de Papilio aegeus ormenus (violet)
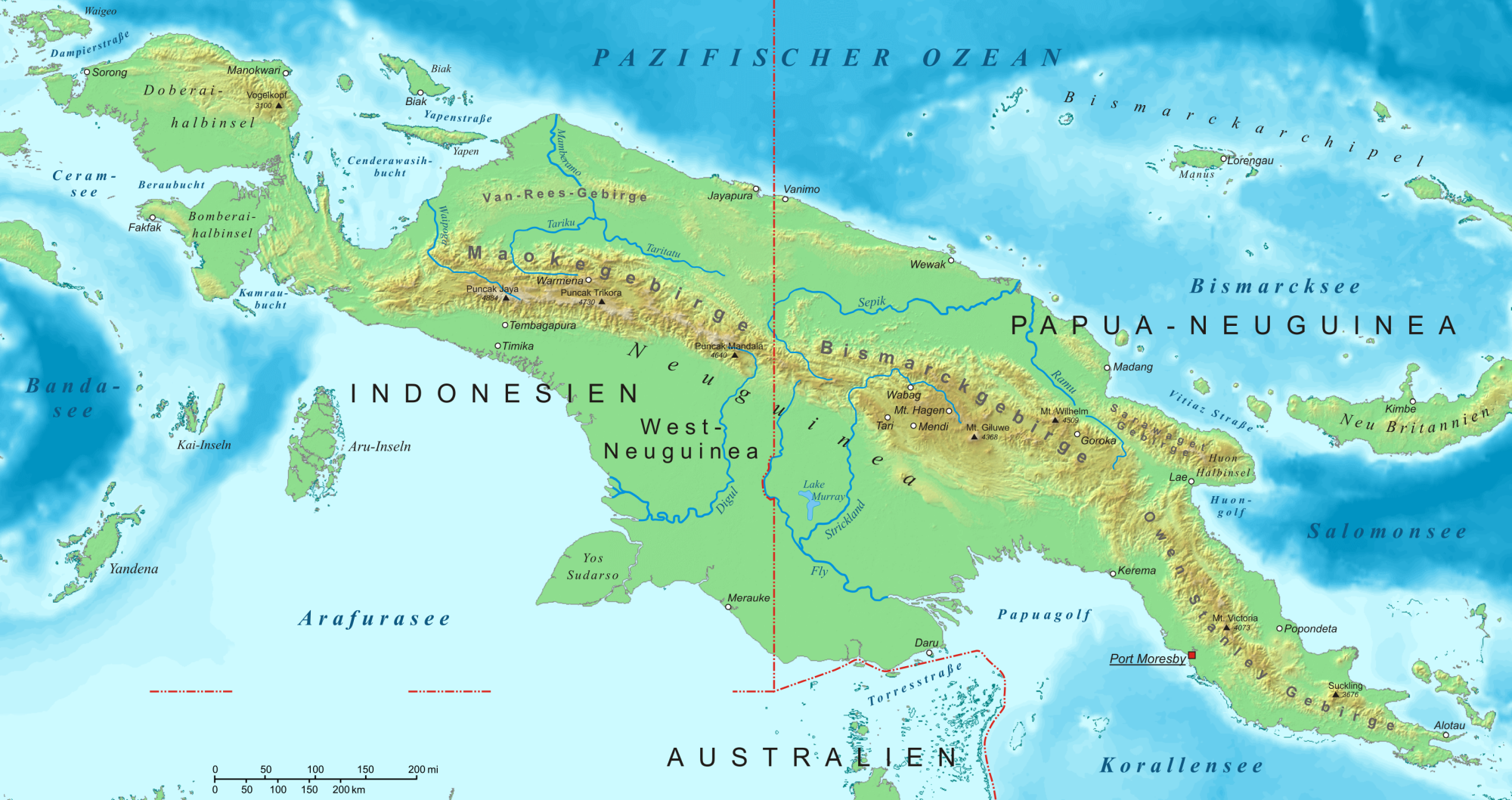
Carte de l'île de Nouvelle-Guinée et des îles environnantes

## Systématique
L'espèce Papilio aegeus a été décrite pour la première fois en 1805 par l'entomologiste Edward Donovan dans An epitome of the natural history of the insects of New Holland, New Zealand, New Guinea, Otaheite, and other islands.

### Sous-espèces[3]
- Papilio aegeus aegeus : du cap York jusqu'à l'est du Victoria et sud de l'Australie
- Papilio aegeus adrastus C. & R. Felder, 1864 : îles Banda
- Papilio aegeus othello Grose-Smith, 1894 : Biak
- Papilio aegeus ormenus Guérin-Méneville, 1831 : îles Aru, Misool, Salawati, Jobi, Waigeo, W.Irian, Papouasie-Nouvelle-Guinée, îles Trobriand, îles d'Entrecastreaux, Woodlark, Lousiades, îles Torrès
- Papilio aegeus oritas Godman & Salvin, 1879 : Nouvelle-Irlande, Nouvelle-Hanovre
- Papilio aegeus websteri Grose-Smith, 1894 : Nouvelle-Bretagne
- Papilio aegeus keianus Rothschild, 1896 : îles Kei
- Papilio aegeus ormenulus Fruhstorfer, 1902 : Fergusson
- Papilio aegeus goramensis Rothschild, 1908 : Goram (îles Gorong)
- Papilio aegeus kissuanus Rothschild, 1908 :  îles Watubela et îles Gorong
- Papilio aegeus aegatinus Rothschild, 1908 : Noemfoor

## Papilio aegeuset l'Homme

### Nom vernaculaire[3]
Cette espèce est appelée "Orchard Swallowtail" en anglais.

### Parasite des champs d'agrume
La chenille de Papilio aegeus consomme entre autres les feuilles de différentes espèces d'agrumes (genre Citrus) largement cultivée sur son aire de répartition, ce qui la fait considérée comme un nuisible, particulièrement dans les champs de citronniers suburbains.

### Menaces et conservation
Cette espèce n'est pas évaluée par l'UICN. En 1985 elle était considérée comme commune et non menacée.